# Giovanni Martusciello
Giovanni Martusciello (Ischia, Italia, 19 de agosto de 1971) es un exfutbolista y entrenador italiano. Actualmente está sin club.

## Biografía

### Como jugador
En su etapa como futbolista, Martusciello era centrocampista. Debutó a nivel profesional con el equipo de su ciudad, el Ischia Isolaverde, en 1988. Posteriormente, jugó en el Empoli FC, con el que ascendió sucesivamente de la Serie C1 a la Serie A. Luego estuvo cedido en el Genoa CFC y el USC Palermo. También pasó por el AS Cittadella, el Calcio Catania, el SS Sambenedettese y el AS Lucchese. Finalmente, se retiró en 2006, formando parte del USC Pontedera.

### Como entrenador
Tras colgar las botas, comenzó su carrera como entrenador en 2009, haciéndose cargo del equipo Primavera del Empoli. En 2009, pasó a formar parte del cuerpo técnico del primer equipo, para posteriormente convertirse en segundo entrenador de Alfredo Aglieti, Maurizio Sarri y también de Marco Giampaolo.
El 26 de mayo de 2016, tras la marcha de este último, Martusciello fue nombrado nuevo técnico del Empoli. Pasó la mayor parte del campeonato de la Serie A en una 17.ª posición que le hubiera servido para obtener la permanencia, pero terminó descendiendo en la última jornada.
En el verano de 2017, se incorporó al Inter como asistente técnico de Luciano Spalletti.El 30 de junio de 2019, con el despido de Spalletti, rescindió su contrato con el club milanés. 
El 10 de julio de 2019, después de cuatro años, volvió a trabajar con Maurizio Sarri, llamado para ser su asistente en la Juventus.Con el entrenador atravesando un periodo de convalecencia, lo sustituyó en la dirección técnica del equipo durante la fase inicial de la temporada 2019-20. A finales de año, pese a ganar el Scudetto, abandonó el club por la destitución de Sarri. 
El 9 de junio de 2021, tras un año de inactividad, volvió a ser adjunto de Sarri, esta vez en la Lazio.Incluso en los siguientes campeonatos, debido a las suspensiones de Sarri, pudo ir al banquillo en su lugar. El 13 de marzo de 2024 asumió de forma interina la dirección del primer equipo biancoceleste, tras la renuncia de Sarri.Cinco días después, fue reemplazado por Igor Tudor a pesar de haber conseguido una victoria por 3-2 ante el Frosinone.
En julio de 2024, fue confirmado como entrenador del Salernitana y firmó un contrato por dos temporadas.Sin embargo, el 11 de noviembre fue despedido de su cargo después de una serie de malos resultados.

## Clubes

### Como jugador
| Club              | País   | Año       | Partidos | Goles |
| ----------------- | ------ | --------- | -------- | ----- |
| Ischia Isolaverde | Italia | 1988-1995 | 160      | 6     |
| Empoli            | Italia | 1995-1999 | 118      | 12    |
| Genoa             | Italia | 1999-2000 | 16       | 1     |
| Palermo           | Italia | 2000      | 5        | 1     |
| Cittadella        | Italia | 2000-2002 | 42       | 3     |
| Catania           | Italia | 2002-2003 | 29       | 3     |
| Sambenedettese    | Italia | 2003-2004 | 19       | 1     |
| Lucchese          | Italia | 2004-2005 | 29       | 1     |
| Pontedera         | Italia | 2005-2006 | 22       | 1     |

### Como entrenador
| Club             | País   | Año       | P  | PG | PE | PP | % e.   |
| ---------------- | ------ | --------- | -- | -- | -- | -- | ------ |
| Empoli           | Italia | 2016-2017 | 40 | 9  | 8  | 23 | 29.17% |
| Lazio (interino) | Italia | 2024      | 1  | 1  | 0  | 0  | 100%   |
| Salernitana      | Italia | 2024      | 15 | 3  | 5  | 7  | 31.11% |